# Cephalodella gigantea
Cephalodella gigantea är en hjuldjursart som beskrevs av Adolf Remane 1933. Cephalodella gigantea ingår i släktet Cephalodella och familjen Notommatidae. Inga underarter finns listade i Catalogue of Life.